# Lautaro Murúa
Lautaro Murúa Herrera (Tacna, Xile; 29 de desembre de 1926-Madrid, Espanya; 3 de desembre de 1995) va ser un actor i director de cinema i de teatre xilè-argentí. Va fer la major part de la seva obra a l'Argentina i es va nacionalitzar argentí.

## Biografia
Va néixer el 29 de desembre de 1926 a la ciutat de Tacna, en aquells dies sota domini chileno, en l'actualitat sota sobirania peruana. En Santiago va estudiar Belles arts i va participar al Teatre Experimental de la Universitat de Xile que va renovar l'escena xilena. En 1954 va protagonitzar la versió teatral de Martín Rivas, adaptada per Santiago del Campo i dirigida per Germán Becker, que es va transformar en un dels successos teatrals de la dècada en aquest país. Segons el mateix Becker, Murúa —temps abans de la seva activitat universitària i teatral— hauria tingut un breu pas per l'Escola d'Aviació.
La seva obra creativa de transcendència la va realitzar a l'Argentina, país al qual va emigrar en temps del segon govern del general Carlos Ibáñez del Campo (1955?). Allí va viure gairebé quatre dècades i va deixar la major part del seu llegat com a actor i com a director de cinema i teatre.
A partir de 1976, a causa de la commoció política imperant, després de la mort del General Perón i el cop d'estat del mateix any, es va exiliar en Espanya, on va romandre fins a 1983, tornant amb el retorn de la democràcia després de la dictadura militar argentina.
Com a actor de cinema es va destacar a Invasión (1969), Crónica de una señora (1971), Quebracho (1974), La muchacha de las bragas de oro (1979), No habrá más penas ni olvido (1983), Noches sin lunas ni soles (1984), El exilio de Gardel (Tangos) (1985) i La peste (1992), entre moltes altres.
Com a director de cinema, els seus films més rellevants van ser Shunko (1960), Alias Gardelito (1962), Un guapo del 900 (1971), La Raulito (1975) i Cuarteles de invierno (1984), entre d'altres.
En una de les seves últimes pel·lícules va interpretar al torero Juan Belmonte en la pel·lícula Belmonte.
Va morir el 3 de desembre de 1995 als 69 anys d'edat per un càncer de pulmó a Madrid.

## Filmografia

### Com a actor
| Any  | Pel·lícula                                 | Director               |
| ---- | ------------------------------------------ | ---------------------- |
| 1949 | El paso maldito                            |                        |
| 1949 | Esperanza                                  |                        |
| 1950 | Surcos de sangre                           |                        |
| 1950 | La hechizada                               |                        |
| 1954 | Llampo de sangre                           |                        |
| 1954 | Confesiones al amanecer                    |                        |
| 1955 | La simuladora                              |                        |
| 1955 | La delatora                                |                        |
| 1955 | Concierto para una lágrima                 |                        |
| 1956 | Enigma de mujer                            |                        |
| 1956 | Graciela                                   |                        |
| 1957 | La casa del ángel                          |                        |
| 1958 | El secuestrador                            |                        |
| 1958 | Demasiado jóvenes                          |                        |
| 1958 | Detrás de un largo muro                    |                        |
| 1959 | La caída                                   |                        |
| 1959 | Aquello que amamos                         |                        |
| 1959 | En la ardiente oscuridad                   |                        |
| 1960 | Fin de fiesta                              |                        |
| 1960 | Shunko                                     |                        |
| 1961 | Libertad bajo palabra                      |                        |
| 1961 | Alias Gardelito                            |                        |
| 1961 | Tres veces Ana                             |                        |
| 1962 | Dar la cara                                |                        |
| 1962 | La cifra impar                             |                        |
| 1962 | Misión 52                                  |                        |
| 1962 | Los venerables todos                       |                        |
| 1963 | Racconto                                   |                        |
| 1963 | Paula cautiva                              |                        |
| 1964 | Le retour                                  |                        |
| 1964 | El octavo infierno                         |                        |
| 1965 | Pajarito Gómez                             |                        |
| 1965 | Fuelle querido (voz)                       |                        |
| 1965 | El reñidero                                |                        |
| 1965 | Nadie oyó gritar a Cecilio Fuentes         |                        |
| 1966 | Una máscara para Ana                       |                        |
| 1966 | Todo sol es amargo                         |                        |
| 1966 | El ojo que espía                           |                        |
| 1967 | Las pirañas                                |                        |
| 1967 | Los traidores de San Ángel                 |                        |
| 1968 | Martín Fierro                              |                        |
| 1969 | Invasión                                   |                        |
| 1969 | La frontera olvidada                       |                        |
| 1970 | El santo de la espada                      |                        |
| 1971 | Un guapo del 900                           | Un guapo del 900       |
| 1971 | Nosotros los monos (de sí mismo)           |                        |
| 1971 | El destino                                 |                        |
| 1971 | Crónica de una señora                      |                        |
| 1971 | Argentino hasta la muerte                  |                        |
| 1972 | Heroína                                    |                        |
| 1972 | Los traidores                              |                        |
| 1973 | José María y María José: Una pareja de hoy |                        |
| 1973 | La revolución                              |                        |
| 1974 | La tregua                                  |                        |
| 1974 | Quebracho                                  |                        |
| 1975 | Las sorpresas                              | La Raulito             |
| 1975 | Nazareno Cruz y el Lobo                    |                        |
| 1975 | Los chantas                                |                        |
| 1976 | Sola                                       | La Raulito en libertad |
| 1976 | No toquen a la nena                        |                        |
| 1978 | Soldados                                   |                        |
| 1978 | Las truchas                                |                        |
| 1980 | El carnaval de las bestias                 |                        |
| 1980 | La muchacha de las bragas de oro           |                        |
| 1982 | Corazón de papel                           |                        |
| 1982 | El triunfo de un hombre llamado Caballo    |                        |
| 1982 | Muerte en el Vaticano                      |                        |
| 1983 | No habrá más penas ni olvido               |                        |
| 1983 | Juego de poder (Espanya - Regne Unit)      |                        |
| 1984 | Noches sin lunas ni soles                  |                        |
| 1984 | Cuarteles de invierno                      |                        |
| 1984 | Gracias por el fuego                       |                        |
| 1985 | El exilio de Gardel (Tangos)               |                        |
| 1986 | Pobre mariposa                             |                        |
| 1990 | Yo, la peor de todas                       |                        |
| 1991 | Grito de piedra                            |                        |
| 1993 | Un muro de silencio                        |                        |
| 1993 | La peste                                   |                        |
| 1995 | Belmonte                                   |                        |

## Televisió
- 1956: Teatro del sábado.

## Premis
- 1957 – Premi Cóndor de Plata al millor actor, Asociación Argentina de Críticos de Cine, per Graciela.
- 1960 – Premi Cóndor de Plata al millor actor, Asociación Argentina de Críticos de Cine, per Aquello que amamos.
- 1961 – Premi Cóndor de Plata a la millor pel·lícula, Asociación Argentina de Críticos de Cine, per Shunko.
- 1961 – Festival Internacional de Cinema de Mar del Plata, millor filme en castellà, per Shunko.
- 1962 – Premi Cóndor de Plata a la millor pel·lícula i al millor director, Asociación Argentina de Críticos de Cine, per Alias Gardelito.
- 1963 – Premi Cóndor de Plata al millor actor, Asociación Argentina de Críticos de Cine, per La cifra impar.
- 1979 – Premis ACE al millor film, per La Raulito.